# Hans Baltisberger
Hans Baltisberger (Betzingen, 10 september 1922 - Brno, 26 augustus 1956) was een Duits motorcoureur. 

## Privéleven
Hans Baltisberger werd in 1922 geboren als zoon van de arts Dr. Wilhelm Baltisberger. Hij had drie zusters en een broer. Hans speelde piano en studeerde af aan het gymnasium. Hij ging in de leer als boekdrukker en zetter. Later studeerde hij aan de kunstacademies van Parijs en Antwerpen. Na de Tweede Wereldoorlog en een periode in krijgsgevangenschap werd hij graficus en begon hij een eigen bedrijf: "HABAL-Reklame", dat echter bij de Währungsreform van 1948 ophield te bestaan. 

## Racecarrière
In 1947 bezocht hij voor het eerst een motorrace en hij begon zelf te racen met een 250cc-Victoria. In 1948 kreeg hij zijn nationale racelicentie en pakte hij de zaken serieuzer aan: Met een Norton CS1 uit 1937 won hij vijf races. De Schauinsland-Rennen vormden zijn eerste race met een internationale licentie en daarna nam zijn carrière een grote vlucht. 

### 1951
In mei 1951 startte hij voor het eerst met een 350cc-AJS 7R en een 500cc-Norton 30M in de Feldbergrennen. In de 350cc-race wilde zijn AJS aanvankelijk niet starten. Hij reed met grote achterstand weg maar ging als derde de laatste ronde in en won de race uiteindelijk nipt voor Roland Schnell met zijn Schnell-Horex. Daardoor kwamen ze samen aan de leiding van het Duits kampioenschap, dat Schnell uiteindelijk won omdat Baltisberger vlak voor de finish van de laatste race in botsing kwam met Rudi Knees, waardoor Schnell hem kon passeren. Nog in hetzelfde jaar kreeg Hans Baltisberger een fabriekscontract bij BMW, naast Schorsch Meier en Walter Zeller. 

### 1952
Zijn grootste successen van 1952 boekte hij echter als privérijder met de AJS: overwinningen in de Dieburger Dreiecksrennen, in Rostock, de Preis des Saarlandes in St. Wendel en in de Eifelrennen op de Nordschleife. Met de BMW R 51 RS haalde hij een punt in het wereldkampioenschap door een zesde plaats in de Grand Prix van Duitsland maar hij scoorde ook derde plaatsen in München en de Hamburger Stadtparkrennen en hij werd zesde in het kampioenschap van Duitsland.

### 1953
In 1953 werd hij vierde in het 500cc-kampioenschap van Duitsland met de nieuwe BMW RS 53, maar in het WK scoorde hij geen punten. 

### 1954
In het seizoen 1954 werd Hans Baltisberger gecontracteerd door het fabrieksteam van NSU. Door zijn lengte van 1 meter 69 en zijn gewicht van 60 kg was hij uitermate geschikt voor de lichte 125- en 250cc-machines en hij werd teamgenoot van Werner Haas, Rupert Hollaus en Hermann Paul Müller. Dit kwartet was ijzersterk: uit 24 starts scoorde men 24 overwinningen. In het WK zette het team meteen de toon: in de openingsrace, de GP van Frankrijk bezetten ze de eerste vier plaatsen in de 250cc-klasse. In de Ulster Grand Prix waren de NSU-coureurs ook erg aan elkaar gewaagd: Hans Baltisberger, Werner Haas en Rupert Hollaus reden in de 250cc-race alle drie dezelfde snelste rondetijd, maar Baltisberger werd tweede met slechts 0,2 seconde achterstand op Werner Haas. In de 125cc-race bezetten ze opnieuw de eerste vier plaatsen, met Baltisberger als derde. Tijdens de Grand Prix van Duitsland kwam Hans Baltisberger zwaar ten val en brak hij een enkel en een schouderblad, waardoor hij zijn seizoen voortijdig moest beëindigen. Hij sloot het seizoen af als zesde in de 125cc-klasse en als vijfde in de 250cc-klasse. Tijdens de trainingen van de GP des Nations op Monza verongelukte Rupert Hollaus. NSU trok zich als fabriek onmiddellijk terug uit het wereldkampioenschap wegrace. Het fabrieksteam hield dientengevolge op te bestaan en de fabrieksracers NSU Rennfox en NSU Rennmax waren niet meer beschikbaar voor coureurs.

### 1955
Karl Kleinbach had buiten de fabriek om al in 1953 een productieracer op basis van de NSU Max 251 OSB gebouwd, de NSU Sportmax. Die machine leverde minder vermogen dan een Rennmax, maar nog steeds meer dan genoeg om een geduchte concurrent te zijn voor de fabrieksmachines van Moto Guzzi en MV Agusta. Hans Baltisberger en Hermann Paul Müller schaften zich een dergelijke machine aan, maar ook veel andere coureurs, zoals Helmut Hallmeier, Sammy Miller en John Surtees, terwijl Wolfgang Brand er al jaren mee reed. Baltisberger richtte zich echter vooral op internationale wedstrijden. Hij scoorde echter een tweede plaats in de 250cc-GP des Nations, met de snelste rondetijd en slechts 0,3 seconde achter Carlo Ubbiali met de MV Agusta 250 Monocilindrica Bialbero. In de meer rendabele (qua start- en prijzengelden) niet-WK-races was hij zeer succesvol, met overwinningen in de Eifelrennen, de Grand Prix van de Adriatische Zee, de Solituderennen, de Grand Prix van Tsjecho-Slowakije en de Eilenriederennen. Hij werd ook 250cc-kampioen van Duitsland.

### 1956
In 1956 had Hans Baltisberger eigenlijk een goed seizoen, dat begon met overwinningen in het Circuit de Floreffe en twee klassenoverwinningen in Tubbergen. Hij won opnieuw de Grand Prix van de Adriatische Zee en ook de internationale race op de Sachsenring. Hij ging naar de TT van Man, waar hij derde werd in de Lightweight TT nadat hij de snelste ronde had gereden. In de GP van Duitsland werd hij vierde als snelste NSU-rijder achter de MV Agusta's van Carlo Ubbiali, Luigi Taveri en Remo Venturi.

#### Overlijden
Zoals gebruikelijk ging Hans Baltisberger weer naar de Grand Prix van Tsjecho-Slowakije, die nog steeds niet meetelde voor het wereldkampioenschap. Op 26 augustus reed hij aan de leiding van de 250cc-race, maar in de zware regen viel hij in de voorlaatste ronde en vloog tegen een boom, waarbij hij dodelijk gewond raakte.
Op 1 september 1956 werd Hans Baltisberger onder grote belangstelling, waaronder zijn collega's H.P. Müller en Werner Haas, begraven.
Op verzoek van zijn monteur Albert Kleindienst werd Baltisberger's NSU Sportmax tijdens de Duitse kampioensrace op de AVUSring ter beschikking gesteld aan Roland Heck. Hij vocht rondenlang met Horst Kassner om de leiding, maar ze vielen allebei met motorpech uit. Daardoor werd Hans Baltisberger postuum kampioen van Duitsland in de 250cc-klasse.

## Eerbewijzen
In Betzingen werd een straat naar Hans Baltisberger genoemd (een rustige, doodlopende straat in een woonwijk) en op de oude Masaryk-Ring staat een gedenksteen voor hem. 

## Kampioenschappen
- 1955 Duits kampioen 250 cc met NSU
- 1956 Duits kampioen 250 cc met NSU

## Overwinningen niet-WK-races
| Jaar | Klasse | Merk | Race                               | Circuit                  |
| ---- | ------ | ---- | ---------------------------------- | ------------------------ |
| 1951 | 350 cc | AJS  | Feldbergrennen                     | Feldbergring             |
| 1952 | 350 cc | AJS  | Preis des Saarlandes               | St. Wendel               |
| 1952 | 350 cc | AJS  | Eifelrennen                        | Nürburgring-Nordschleife |
| 1955 | 250 cc | NSU  | Eifelrennen                        | Nürburgring-Nordschleife |
| 1955 | 250 cc | NSU  | Grand Prix van de Adriatische Zee  | Circuit Opatija          |
| 1955 | 250 cc | NSU  | Solituderennen                     | Solitudering             |
| 1955 | 350 cc | NSU  | Grand Prix van Tsjecho-Slowakije   | Masaryk-Ring             |
| 1955 | 250 cc | NSU  | Eilenriederennen                   | Eilenriede               |
| 1956 | 250 cc | NSU  | Circuit de Floreffe                | Circuit de Floreffe      |
| 1956 | 250 cc | NSU  | Motorrace Tubbergen                | Circuit Tubbergen        |
| 1956 | 350 cc | NSU  | Motorrace Tubbergen                | Circuit Tubbergen        |
| 1956 | 250 cc | NSU  |                                    | Circuit van Zandvoort    |
| 1956 | 350 cc | NSU  |                                    | Circuit van Zandvoort    |
| 1956 | 250 cc | NSU  | Grand Prix van de Adriatische Zee  | Circuit Opatija          |
| 1956 | 250 cc | NSU  | Internationales Sachsenring-Rennen | Sachsenring              |

## Wereldkampioenschap wegrace resultaten
(Races in cursief geven de snelste ronde aan)
| Jaar | Klasse | Team  | Motorfiets   | 1       | 2     | 3     | 4     | 5     | 6       | 7      | 8       | 9       | Punten | Plaats | Overwinningen |                                                      | Wereldkampioen |
| ---- | ------ | ----- | ------------ | ------- | ----- | ----- | ----- | ----- | ------- | ------ | ------- | ------- | ------ | ------ | ------------- | ---------------------------------------------------- | -------------- |
| 1951 | 500 cc | BMW   | BMW R 51 RS  | SPA -   | ZWI 7 | IOM - | BEL - | NED - | FRA -   | ULS -  | NAT -   |         | 0      | -      | 0             | Geoff Duke, Norton 30M                               |                |
| 1952 | 500 cc | BMW   | BMW R 51 RS  | ZWI -   | IOM - | NED - | BEL - | DUI 6 | ULS -   | NAT -  | SPA DNF |         | 1      | 18e    | 0             | Umberto Masetti, Gilera 500 4C                       |                |
| 1953 | 500 cc | BMW   | BMW RS 53    | IOM -   | NED - | BEL - | DUI - | FRA - | ULS -   | ZWI 10 | NAT -   | SPA DNF | 0      | -      | 0             | Geoff Duke, Gilera 500 4C                            |                |
| 1954 | 125 cc | NSU   | NSU Rennfox  |         | IOM 4 | ULS 3 |       | NED 4 | DUI -   |        | NAT -   | SPA -   | 10     | 6e     | 0             | Rupert Hollaus (†), NSU Rennfox                      |                |
| 1954 | 250 cc | NSU   | NSU Rennmax  | FRA 4   | IOM 6 | ULS 2 |       | NED 3 | DUI DNF | ZWI -  | NAT -   |         | 14     | 5e     | 0             | Werner Haas, NSU Rennmax                             |                |
| 1955 | 250 cc | Privé | NSU Sportmax |         |       | IOM - | DUI - |       | NED -   | ULS -  | NAT 2   |         | 6      | 10e    | 0             | Hermann Paul Müller, NSU Sportmax                    |                |
| 1955 | 350 cc | Privé | NSU          |         | FRA - | IOM - | DUI - | BEL 7 | NED 7   | ULS -  | NAT -   |         | 0      | -      | 0             | Bill Lomas, Moto Guzzi Monocilindrica 350            |                |
| 1956 | 250 cc | Privé | NSU Sportmax | IOM 3   | NED - | BEL - | DUI 4 | ULS - | NAT -   |        |         |         | 7      | 8e     | 0             | Carlo Ubbiali, MV Agusta 250 Monocilindrica Bialbero |                |
| 1956 | 350 cc | Privé | NSU          | IOM DNF | NED - | BEL - | DUI - | ULS - | NAT -   |        |         |         | 0      | -      | 0             | Bill Lomas, Moto Guzzi Monocilindrica 350            |                |